# جولین جوزفسون
جولین جوزفسون (انگلیسی: Julien Josephson؛ ۲۴ اکتبر ۱۸۸۱ – ۱۴ آوریل ۱۹۵۹) یک فیلم‌نامه‌نویس اهل ایالات متحده آمریکا بود.
وی نامزد جایزه اسکار بهترین فیلم‌نامه اقتباسی برای فیلم دیزرائیلی در سومین دوره این مراسم بوده است.